# Thomas O'Hara
 (mars 2020).
Pour les articles homonymes, voir O'Hara.
Thomas O'Hara (20 juillet 1911-5 avril 1984) est une personnalité politique irlandaise, marchand et commissaire-priseur. 

## Biographie
Il se présente pour la première fois pour les élections au Dáil Éireann (chambre basse du parlement irlandais) aux élections générales de 1943, en tant que candidat indépendant pour la circonscription de Mayo North, mais n'est pas élu. Il se présente également sans succès aux élections générales de 1944. Il est élu pour la première fois au Dáil Éireann aux élections générales de 1951 dans la circonscription de Mayo North pour le Clann na Talmhan. Il est réélu aux élections générales de 1954, mais perd son siège aux élections générales de 1957.
Il se présente sans succès pour les élections générales de 1961, et est élu pour le Fine Gael lors des élections générales de 1965. Il est réélu aux élections générales de 1969, mais perd son siège aux  élections générales de 1973